# Naturalis historia

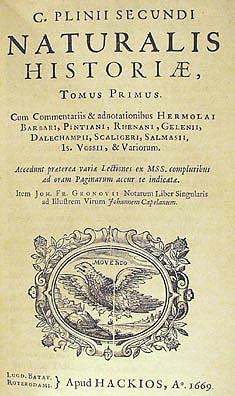
Titulní stránka vydání z roku 1669 (samotný název knihy je uveden v 2. pádě)

Naturalis historia (česky Přírodopis) je jedna z prvních všeobecných encyklopedií starověku, sepsaná Pliniem Starším, který napsal prvních deset knih v roce 77 a zbytek pak během zbývajících dvou let svého života.
Dílo je jednou z nejrozsáhlejších prací, jež přežily z dob starověkého Říma do dnešních dní. Shrnuje veškeré znalosti své doby o světě. Jeho předmět tedy není omezen na to, co dnes chápeme pod pojmem přírodopis. Plinius sám jej definoval jako "přirozený svět či život".
Dílo je rozděleno do 37 knih uspořádaných do 10 svazků. Obory, jež pokrývají, sahají od astronomie, přes matematiku, geografii, etnografii, antropologii, fyziologii člověka, zoologii, botaniku, zemědělství, hortikulturu, farmakologii, mineralogii, hornictví a těžbu až po sochařství, malířství a řezbu drahokamů.
Naturalis historia se pro šíři svého záběru, citace pramenů a odkazy, jakož i pro odborně seřazený rejstřík stala vzorem pro pozdější encyklopedická a naučná díla. Dílo je věnováno císaři Titovi, synovi Pliniova blízkého přítele císaře Vespasiána, v prvním roce Titovy vlády. Jedná se o jediné Pliniovo dílo, které se dochovalo, a současně poslední, které napsal. Do své smrti v roce 79 během erupce Vesuvu Plinius nedokončil závěrečnou revizi své práce.
Encyklopedie obsahuje celou řadu údajů, jež jsou poplatné tehdejší úrovni vědění a dnes již dávno překonány. Na druhé straně však obsahuje celou řadu prvních, relativně přesných popisů mnoha rostlin a živočichů, zajímavá pozorování chování zvířat, popisy minerálů a geologických pochodů, jakož i popisy běžných aplikací soudobých poznatků o přírodě. Soudobí historici vědy ji považují za jednu z nejvýznamnějších vědeckých publikaci úsvitu vědy.

## Zdroje
Ke každé z oblastí, o nichž se zmiňoval, nastudoval Plinius práce odborníků v daném oboru a pečlivě uváděl citace z jejich prací. Jeho seznam pramenů někdy uvádí odborníky, s nimiž skutečně konzultoval, v jiných případech jde o zásadní autory daného oboru, z jejichž práce čerpal. Svoje díky jim vyjádřil v poděkování v úvodu.
V úvodu Plinius uvádí, že dílo obsahuje na 20 000 výpisků z asi 2000 spisů od 100 vybraných autorů. Dochovaný seznam těchto autorit zahrnuje 473 autorů, z čehož je 146 římských a 327 řeckých a ostatních.

## Obsah
Naturalis historia sestává z 37 knih. Plinius sestavil svůj vlastní obsah. Následující tabulka je souhrn založený na soudobých názvech oborů.
| Svazek | Knihy | Obsah |
| ------ | ----- | --- |
| I      | 1     | Úvod, obsah a seznam autorit |
| I      | 2     | astronomie, meteorologie |
| II     | 3–6   | geografie a etnografie |
| II     | 7     | antropologie a fyziologie člověka |
| III    | 8–11  | zoologie – zahrnuje savce, hady, mořské živočichy, ptáky, hmyz |
| IV–VII | 12–27 | botanika – zahrnuje zemědělství, hortikulturu – zejména vinařství a pěstování oliv, lékařství |
| VIII   | 28–32 | farmakologie, magie, voda, život ve vodě |
| IX–X   | 33–37 | Hornictví a těžba a mineralogie, zejména jejich použití v životě, v umění, ve zlatnictví a stříbrnictví, v sochařství a odlévání z bronzu, malířství, modelování, kamenosochařství, a řezbu drahokamů |